# (8087) Kazutaka
(8087) Kazutaka est un astéroïde de la ceinture principale.

## Description
(8087) Kazutaka est un astéroïde de la ceinture principale. Il fut découvert le 29 novembre 1989 à Kitami par Kin Endate et Kazuro Watanabe. Il présente une orbite caractérisée par un demi-grand axe de 2,57 UA, une excentricité de 0,15 et une inclinaison de 16,3° par rapport à l'écliptique.

## Compléments